# Noam Kaniel
Noam, né Noam Kaniel (en hébreu : נועם קניאל) le 18 août 1962 à Tel Aviv-Jaffa (Israël) est un chanteur et compositeur israélien.

## Biographie
Il commence à chanter dès l'âge de huit ans avant d'être repéré en 1972 par Simon Wajntrob et Mike Brant puis par le producteur Haim Saban en Israël pour venir enregistrer en France,,. Sa langue maternelle étant l'hébreu, il apprend phonétiquement les paroles de ses chansons en français. Il s'inscrit dans la veine des enfants chanteurs en vogue dans les années 1970 et enregistre plusieurs 45 tours entre 1972 et 1980 avec des succès en Israël comme Ima Sheli (1972), et en France comme Dessine-moi le bonheur, Difficile de choisir (1974), Viens maman on va danser (1975), Une maman, Lollipop (1976), Seul (1978), Aime (1980).
La carrière de Noam rebondit quand il est sollicité pour enregistrer en 1978 le second générique de Goldorak, intitulé Goldorak, le grand (le premier l'a été par Enriqué), qui le médiatisera fortement par la même occasion. Cette chanson, produite par Pierre Delanoë et Pascal Auriat, enregistrée en une nuit alors que Noam était grippé et peu enclin à le faire, connaît un succès inattendu et son interprétation lui apportera la célébrité (plus de 3,5 millions d'exemplaires vendus, voire 4 millions,). Ce deuxième générique intervient après que la directrice de l'unité jeunesse d'Antenne 2, Jacqueline Joubert, a vu une connotation raciste dans le générique de fin de la première version, Va combattre ton ennemi, toujours chanté par Enriqué, dans lequel figure le mot race,.
Noam chante par la suite ses propres chansons et quelques autres génériques de dessins animés, parmi lesquels Les Entrechats, Code Lyoko ou Les Quatre Fantastiques.
Il fait ses débuts d'acteur en 1980 dans un film israélien, Kohav Hashahar (L'Étoile du Matin) dans lequel il interprète un chanteur aspirant à sauver son père pêcheur de la ruine.
En 1988, il enregistre My Butterfly, chanson dédiée à sa femme Kira, morte très jeune d'un cancer des os, un mois après leur mariage,. Puis, il préfère abandonner la chanson et part travailler aux États-Unis en tant qu'ingénieur du son.
En 1994, il revient en tant que compositeur et choriste de génériques de dessins animés toujours produits par Haim Saban (Martin Mystère, Gormiti (en), etc.) et pour des artistes de variétés comme Mireille Mathieu, Hélène Ségara, Patrick Fiori, Julie Zenatti, Lââm ou encore Lorie pour qui il assure les chœurs des trois premiers albums.
En 2011, la chanson qu'il a composée avec Louis Element et Johnny Williams en 2007 pour la chanteuse Miranda, Vamos a la playa, refait surface en étant reprise par la chanteuse Loona, elle rencontre un succès mondial et se classe numéro 1 des hits radio, iTunes et clubs, partout en Europe et dans le reste du monde.

## Discographie

### Chanteur

#### Israël
- 1971 : Gali
- 1972 : Ima Sheli

#### France

##### 45 tours
- 1974 : Difficile de choisir
- 1975 : Une maman
- 1975 : Viens maman on va danser
- 1975 : Hana no yô na risa (Quand on a vingt ans)
- 1976 : Lollipop
- 1976 : Prends cette rose
- 1976 : Qui saura (en hommage à Mike Brant)
- 1977 : Rien ne vaut le mercredi
- 1978 : Goldorak et Le retour de Goldorak
- 1978 : Seul
- 1978 : Mightor
- 1979 : L'Incroyable Hulk
- 1979 : Spiderman, l'araignée
- 1979 : Superman
- 1980 : Aime (version française de Fame)
- 1980 : Albator (reprise d'Éric Charden)
- 1980 : Les Quatre Fantastiques : générique
- 1980 : Shérif… Fais-moi peur ! : générique
- 1982 : générique de Buck Rogers
- 1982 : générique de L'Agence Tous Risques avec Nick Carr
- 1983 : Les Mystérieuses Cités d'or : générique en anglais
- 1985 : Les Entrechats - La chanson des Entrechats et Les Entrechats sont là
- 1985 : Jayce et les Conquérants de la lumière : générique anglais (chœurs seulement)
- 1985 : MASK - générique (en duo avec Nick Carr)
- 1985 : He-Man et She-Ra : I have the power
- 1986 : Les Popples : générique
- 1988 : My butterfly
- 1995 : Pocahontas - générique de fin (en duo avec Mimi Félixine)

### 33 tours
Noam a treize ans lors de la sortie de son album en 1975 :

### Compositeur

#### Génériques
- 2001 : PorCité
- 2002 : Sacré Andy ! (What’s With Andy)
- 2002 : L'odyssée
- 2003 : Les Tofous
- 2004 : Alien Bazar 1 et 2 (Pet Alien)
- Gadget et les Gadgetinis : Générique
- 2004 : W.I.T.C.H.
- 2005 : Action Man Atom
- 2006 : Les 4 Fantastiques
- 2006 : Pop Secret
- 2006 : Team Galaxy
- 2007 : Combo Niños
- 2007 : Monster Buster Club
- 2008 : Gormiti
- 2008 : Casper
- 2009 : Tara Duncan
- 2010 : Rekkit
- 2011 : Power Rangers Samurai
- 2012 : Les Mystérieuses Cités d'or (2010-12) (Saison 2)
- 2008-2019 : In Ze Boîte
- 2008-2011 : Casper X 2 (Casper - L'école de la peur)
- 2010 : Gormiti X 3
- 2010 - 2012 : Power Rangers : Samurai
- 2013 : Kobushi
- 2013/14 : Power Rangers : Megaforce
- 2013/14 : Digimon Fusion
- 2014 : Sabrina, l'apprentie sorcière
- 2015 : Chicky 60 X 1 (Cube Creative / Gulli)
- 2015 : Glitter Force
- 2015 : Miraculous : Les Aventures de Ladybug et Chat Noir